# 12999 Торунь
12999 Торунь (12999 Toruń) — астероїд головного поясу, відкритий 30 серпня 1981 року.
Тіссеранів параметр щодо Юпітера — 3,580.
Названо на честь польського міста Торунь (пол. Toruń).